# Slam (material)
Slam betecknar en massa av små partiklar av organiskt eller oorganiskt ursprung , som antingen hålls svävande i en vätska eller har fällts ut ur denna. Partikeldiametern anges som mindre än 0,5 millimeter. Vätskeinnehållet i slam gör att det ofta kan hanteras tekniskt som en trögflytande vätska, till exempel vid slamsugning.
Ordet finns också på norska och danska. På tyska heter det Schlamm och har därifrån i en lågtysk form kommit in i de nordiska språken. Dess ursprung är okänt.

## Några användelser av ordet
- Borrslam är ett hjälpmedel vid oljeborrning.  Det pumpas ner genom den ihåliga borrstången och kommer upp tillsammans med utborrat material i borrhålet runt denna. Borrslam har en noga kontrollerad sammansättning av vatten, olja och lermineral så att det balanserar  trycket i oljereservoaren och förhindrar utblåsning av olja och gas.[2]

- Rötslam är en biologisk restprodukt från rening av avloppsvatten.

- Slamfärg är en typ av målarfärg, där pigmentet är uppslammat i vatten med ett stärkelsebaserat klister tillsatt som bindemedel. Falu rödfärg är det mest kända exemplet.

- Gula floden i Kina avvattnar lössjordsområden. Dess vatten har fått sin gula färg från slampartiklar från lössjorden.